# 자원 유통
자원 유통은 다양한 메커니즘을 사용해 자원 공급자로부터 자원을 얻어 조직의 미리 결정된 목표를 구현하는 과정이며, 사회운동 연구에 활용되는 이론으로 사회운동의 성공 여부는 자원(시간, 돈, 기술 등)과 이를 활용할 수 있는 능력에 달려있다고 주장한다.
이 이론은 필요한 자원을 적시에 비용 효율적으로 확보하는 문제를 다루는데, 자원 유통은 획득한 자원을 적절하게 사용함으로써 동일한 유형의 자원을 최적의 비용으로 적시에 사용할 수 있도록 지원하여 적절한 유형의 자원을 보유하는 것을 지지한다.
이 이론은 1970년대에 등장한 사회 운동 연구의 주요한 사회학 이론 인데, 이것은 운동 구성원들이 그 운동의 목표를 달성하기 위해 자원을 얻고 사람들을 동원할 수 있는 능력을 강조하며, 사회 운동을 일탈적이고 비이성적인 것으로 보는 전통적인 집단 행동 이론과는 대조적이다.

## 이론
자원 유통 이론에 따르면, 사회 운동 조직의 핵심적이고 전문적인 그룹은 돈, 지지자, 언론의 관심, 권력자와의 동맹, 조직 구조 개선을 위해 일한다. 이 이론은 어떻게 사회 변화의 메시지가 사람에서 사람으로 그리고 집단에서 집단으로 전파되는지에 대한 중심 개념에 대해 이야기한다. 사회적 운동에 필요한 조건은 여러 개인과 조직이 공유하는 고충, 사회적 원인에 대한 이념, 그리고 그러한 고충을 줄이는 방법이라는 개념이다.
이 이론은 개인들이 합리적이라고 가정한다. 개인은 이동 참여의 비용과 편익을 따져보고 편익이 비용보다 클 경우에만 행동한다. 이동 목표가 공공재의 형태를 취할 때, 무료 탑승자의 딜레마를 고려해야 한다.
사회 운동은 목표 지향적이지만, 자원보다 조직이 더 중요하다. 조직은 사회 운동 조직(SMO)과 다른 조직(기타 SMO, 기업, 정부 등) 간의 상호 작용 및 관계를 의미한다. 조직의 사회 기반 시설 효율성은 그 자체로 핵심 자원이다.
자원 유통 이론은 두 개의 진영으로 나눌 수 있다. John D. McCarthy와 Mayer Zald는 고전적인 기업가적 (경제적) 이론의 창시자이자 주요 지지자이고, Charles Tilly와 Doug McAdam은 정치적 과정 이론이라고 불리는 자원 유통 정치 버전의 지지자이다.
기업가적 모델은 경제 요소와 조직 이론의 결과로 집단 행동을 설명한다. 이것은 불평이 사회 운동의 창조를 설명하기에 충분하지 않다고 주장한다. 대신, 자원에 대한 접근권과 제어가 중요한 요소이다. 수요와 공급의 법칙은 이동에 대한 자원의 흐름과 개인의 행동이나 그 부족이 합리적인 선택 이론에 의해 설명된다는 것을 말한다.
정치 모델은 경제적 요인 대신 정치적 투쟁에 초점을 맞춘다.
1980년대에, 사회 건설주의와 새로운 사회 운동 이론과 같은 사회 운동의 다른 이론들은 자원 유통 체계에 도전했다.

## 자원의 종류
Edwards와 McCarthy는 사회 운동 조직에서 사용할 수 있는 다섯 가지 유형의 자원을 파악했다.
- 도덕성: 연대 지원, 정당성, 동정적 지원과 같은 이용 가능한 자원들은 쉽게 철회될 수 있고, 다른 자원들보다 접근성이 떨어지게 만든다.
- 문화: 널리 알려졌을 가능성이 있지만 반드시 보편적으로 알려지지는 않은 지식이다. 예를 들어 시위 이벤트, 기자회견 개최, 회의 운영, 조직 구성, 축제 시작 또는 웹 검색과 같은 특정 작업을 수행하는 방법이 있다.
- 사회적 조직: 메시지를 전파하는 것을 다루는 자원이다. 운동의 메시지를 전파하기 위해 만들어진 의도적인 사회 조직과 사회 변화를 위한 움직임 이외의 이유로 만들어진 적절한 사회 조직이 그것이다. 그 예로는 전단 살포, 주민 회의 개최, 자원봉사자 모집 등이 있다.
- 재료: 사무실 공간, 비용, 장비 및 공급과 같은 금융 및 물리적 자본이 포함된다.
- 인간: 노동력, 경험, 기술, 특정 분야의 전문지식과 같은 자원이다. 다른 일부(도덕적, 문화적, 사회적 조직적)보다 구체적이고 계량화하기 쉽다.

## 비판
자원 유통 이론이 사회운동 조직을 둘러싼 개인 등 집단들의 대규모 네트워크이자 다양한 서비스를 제공하는 사회운동공동체를 설명하지 못합니다는 지적이 나온다. 비평가들은 또한 제한된 자원을 가진 집단이 어떻게 사회적 변화를 가져올 수 있는지 설명하지 못하고 이론이 많은 거시적인 사회 문제들뿐만 아니라 고충, 정체성, 문화에 충분한 비중을 두지 않는다고 주장한다.

## 예

### 민권 운동
Aldon Morris는 자원 유통 이론이 미국 시민권 운동의 급증에 대한 가능한 설명이라고 주장한다. 운동의 발흥은 흑인들이 동시에 반란을 일으키는 좌절감을 느꼈기 때문이 아니라, 그 운동을 촉발시킨 것은 지도자들의 동원과 조직이었다. Aldon Morris가 재조명한 리더로는 Rosa Parks, Martin Luther King Jr.가 있는데, 그는 NAACP, SCLC, SNCC, CORE와 중소기업, 노조, 학생단체, 신앙공동체의 노력과 결합해 민권운동을 이끌었다. 조직들이 함께 거대한 자원을 개별적으로 동원하는 것이 아니라 함께 동원하여, 같은 목적을 위해 싸우는 사람들의 대규모 동원으로 이어졌다. Aldon Morris에 의해 행해진 연구는 사회적 움직임이 덜 힘있는 사람들에게 힘을 주는 능력에 달려있다는 것을 보여준다. "시민권 운동은 압도적인 역경과 역사적 전통에 맞서 아프리카계 미국인들의 기본 시민권을 부정했던 억압적이고 엄격한 인종 차별적인 문화 레퍼토리, 관행, 법률의 개혁을 추진했다."

### MoveOn.org
MoveOn.org은 사람들이 청원에 서명하거나 새로운 청원을 시작하는 플랫폼이기 때문에 자원 유통 이론이 적용될 수 있는 사회운동단체이다. 정치적 기회 때문에 사회 운동이 성공하거나 실패합니다고 가정하는 사회 운동 이론인 정치 과정 이론과 함께, MoveOn.org은 사람들이 탄원을 시작하고 공동 목표를 향해 나아가도록 만드는 그것의 접근성 때문에 성공적인 도구가 되었다. 다시 말해, 웹사이트 자체가 인터넷 소비자가 접근할 수 있는 기존 자원이며 조직의 목표를 동원하는 데 도움이 되며, MoveOn.org의 성공에 동원이 필수적이기 때문에 자원 유통이 MoveOn.org에 적용된다. 또한, 자원 동원은 단체를 설립한 사람들이 가용한 자원을 사용하는 방법을 알고 있었기 때문에 적용되는데, 이는 웹사이트를 사용하여 청원서에 서명하거나 청원서를 제출하는 모든 사람이 사회적 운동의 일부가 되기로 결정하기 전에 비용과 이익을 비교하는 유용성 최대화 역할을 하는 합리적인 사회 행위자임을 의미한다.

### 아랍의 봄
아랍의 봄은 또 다른 예이다. 2010년 12월 튀니지에서 태어난, 증가하는 불안이 이집트, 시리아, 예멘으로 확산되었다. 2011년 이집트 혁명을 통한 자원 동원을 연구한 연구원들은 정부가 미디어를 검열하고 인터넷을 단절함으로써 다른 나라들로부터 그러한 나라들을 차단하기 위해 일하는 동안 소셜 미디어에서 소셜 액션 메시지를 퍼뜨리기 위한 의존을 발견했다. 그 나라들의 활동가들은 시위를 조정하고, 서로를 감시하며, 사회 변화 메시지를 퍼뜨리기 위해 트위터와 같은 소셜 미디어 플랫폼을 통해 서로 의사소통을 하고 있었다. 연구원들은 이집트 혁명이 소셜 미디어를 사용하여 빠르게 사회 변화의 메시지를 전파하고 동원된 많은 사람들의 집단에게 사용했다는 것을 보여주었다고 지적했다. 아랍의 봄 동안 튀니지에서 사회 운동을 연구한 또 다른 그룹의 연구원들은 사이버 활동이 정치적 목적을 위한 인터넷 사용에 대한 정부의 제한을 증가시키는 것에 대한 불만과 사회 경제적 기회의 부족에서 비롯되었다는 것을 발견했다.

## 다른 분야와의 연계
자원 유통 이론은 프레임 이론과 같은 다른 분야와 함께 연구되었다. 프레임 과정와 사회 운동 사이의 관계가 진화하고 있습니다는 증거가 발견되었다. 그 관계는 사회 운동 이야기에서 사용되는 두 프레임의 식별로 이어졌다. 두 프레임은 인과관계나 상황에 대한 비난의 근원을 식별하는 것을 포함하는 진단과 사회적 변화를 만드는 방법에 대한 공격 계획을 제시하는 예측이다.

## 참조
- Mass mobilization
- Social movement organization

## 참조 문헌
1. ↑  Seltzer, Judith B. “What is Resource Mobilization and Why is it so Important? – Health Communication Capacity Collaborative – Social and Behavior Change Communication”. 《healthcommcapacity.org》. 2021년 6월 16일에 확인함.
2. ↑  Crossman, Ashley. “What Is the Resource Mobilization Theory?”. 《ThoughtCo》 (영어). 2021년 6월 16일에 확인함.
3. ↑  Morris, Aldon D.; Mueller, Carol McClurg (1992). 《Frontiers in social movement theory》. Internet Archive. New Haven, Conn. : Yale University Press. ISBN 978-0-300-05485-9.
4. 1 2 3 4 5 6 7  Kendall 2006
5. 1 2  Buechler 1999
6. ↑  McCarthy and Zald. “Resource Mobilization and Social Movements: A Partial Theory” (PDF). 《The American Journal of Sociology》.
7. ↑  Edwards and McCarthy. 《The Blackwell Companion to Social Movements》. Blackwell Publishing. 116–152.쪽.
8. 1 2  Deric, Shannon. “Political sociology : oppression, resistance, and the state”. 《Pine Forge Press》. ISBN 9781412980401.
9. 1 2  Benford and Snow. “Framing processes and social movements: An overview and assessment” (PDF). 《Annual Review of Sociology》. 2018년 3월 25일에 원본 문서 (PDF)에서 보존된 문서. 2021년 6월 21일에 확인함.
10. ↑  MoveOn.Org | Democracy In Action MoveOn.Org | Democracy In Action
11. ↑  “What is Resource Mobilization and Why is it so Important? – Health Communication Capacity Collaborative – Social and Behavior Change Communication”. 《healthcommcapacity.org》. 2021년 6월 16일에 확인함.
12. ↑  “What is utility maximization? definition and meaning”. 《BusinessDictionary.com》. 2020년 9월 28일에 원본 문서에서 보존된 문서. 2021년 6월 21일에 확인함.
13. 1 2  Eltantawy and Wiest (2011). "The Arab Spring: Social media in the Egyptian revolution and reconsidering resource mobilization theory". International Journal of Communication.
14. ↑  Breuer, Landman and Farquhar. “Social media and protest mobilization: Evidence from the Tunisian revolution” (PDF). 《Democratization》. 2018년 7월 22일에 원본 문서 (PDF)에서 보존된 문서. 2021년 6월 21일에 확인함.

## 추가 자료
- John D. McCarthy and Mayer N. Zald, The Enduring Vitality of the Resource Mobilization Theory of Social Movements in Jonathan H. Turner (ed.), Handbook of Sociological Theory, 2001, p. 533-65

- Diana Kendall, Sociology In Our Times, Thomson Wadsworth, 2005, ISBN 0-534-64629-8 Google Books, p.531
- Steven M. Buechler, Social Movements in Advanced Capitalism, Oxford University Press, 1999, ISBN 0-19-512604-1, Google Books, p.34

## 같이 보기
- 집단 동원
- 사회 운동 조직